# Абдулхамидов, Магомед Азизович
Магоме́д Ази́зович Абдулхами́дов (16 ноября 1986, Махачкала) — российский и азербайджанский боксёр легчайших весовых категорий, выступал за сборные России и Азербайджана во второй половине 2000-х — первой половине 2010-х годов. Участник летних Олимпийских игр в Лондоне, победитель многих международных турниров и национальных первенств. На соревнованиях представлял физкультурно-спортивное общество «Динамо», мастер спорта международного класса. Ныне выступает в полупрофессиональной лиге WSB за польскую команду «Хассарс Поланд».

## Биография
Магомед Абдулхамидов родился 16 ноября 1986 года в Махачкале, Дагестан. Активно заниматься боксом начал в возрасте одиннадцати лет в местной секции у тренера Фарида Ахмедова, затем присоединился к спортивному обществу «Динамо», продолжил подготовку под руководством Зубера Джафарова.
Первого серьёзного успеха на ринге добился в 2005 году, когда дебютировал на взрослом первенстве России и сразу же выиграл бронзовую медаль. Год спустя был бронзовым призёром национального первенства, одержал победу на международном турнире в Испании. В 2007 году вновь получил бронзу, а в 2008-м стал чемпионом российского первенства в наилегчайшей весовой категории. Побывал на чемпионате Европы в Ливерпуле, но выбыл из борьбы за призы уже после первого матча на турнире. Несмотря на неплохие результаты, из-за слишком высокой конкуренции всё равно не мог пробиться в основной состав, пропускал крупнейшие международные турниры.
В 2010 году Абдулхамидов принял азербайджанское гражданство и, завоевав золотую медаль национального первенства, съездил на чемпионат Европы в Москву, где занял седьмое место. Участвовал в полупрофессиональной лиге WSB, сначала за азербайджанскую команду «Баку Файерс», затем за польскую «Хассарс Поланд». Благодаря череде удачных выступлений удостоился права защищать честь страны на летних Олимпийских играх 2012 года в Лондоне. Во втором круге олимпийских боёв разразился скандал — судьи отдали победу Абдулхамидову, хотя в третьем раунде японец Сатоси Симидзу шесть раз отправлял его в нокдаун. Японская делегация подала протест, настаивая, что по правилам АИБА у представителя Азербайджана должны были быть зафиксированы как минимум три нокдауна, после чего его следовало считать проигравшим. Протест был удовлетворён, и Симидзу признали победителем в матче, тогда как судьи из Туркмении и Азербайджана были обвинены во взяточничестве и лишены лицензий.
- Чемпионат России по боксу 2008 — ;
- Чемпионат Азербайджана по боксу 2010 — ;